# 第1高射群
第1高射群（だい1こうしゃぐん、英称：1st Air Defence Missile Group）とは、中部航空方面隊に属していた高射群である。

## 概要
陸上自衛隊から長距離防空を移管した部隊であった。本部は入間基地（埼玉県狭山市）に所在しており、4つの高射隊を傘下に抱えていた。主な任務は、飛来する敵の航空戦力を長射程の地対空ミサイル（SAM）により遠距離で迎撃することであった。
2023年3月に、6個高射群から4個高射群への再編に伴い、第4高射群とともに廃止・統合され、中部高射群となった。

## 沿革
陸上自衛隊第101高射大隊
- 1963年（昭和38年）1月17日：陸上自衛隊第101高射大隊が習志野駐屯地において編成完結。

第1高射群
- 1964年（昭和39年）4月1日：陸上自衛隊から航空自衛隊にMIM-3 ナイキ・エイジャックスシステムが移管され「第1高射群」が新編。
- 1971年（昭和46年）6月30日：ナイキ-Jミサイルに更新完了。
- 1992年（平成04年）3月31日：パトリオット部隊に改編。
- 2007年（平成19年）
  - 3月30日：第4高射隊にPAC-3配備。
  - 11月29日：第1高射隊にPAC-3配備。
- 2008年（平成20年）
  - 1月14日：第2高射隊が東京・新宿御苑において展開実地調査。
  - 1月29日：第2高射隊にPAC-3配備。
  - 3月29日：第3高射隊にPAC-3配備。
- 2015年（平成27年）頃：北朝鮮による弾道ミサイル発射実験の対応として第1高射隊の一部を防衛省市ヶ谷地区に分派。
- 2016年（平成28年）12月15日：津波被害から装備品を保護するため、武山分屯基地・第2高射隊の機材を長井統制地区（長井海の手公園 ソレイユの丘）に移転[1]。
- 2017年（平成29年）3月27日：第1高射隊「市ヶ谷派遣班（仮）」が正式に「市ヶ谷分遣班」となる[2]。
- 2023年（令和05年）3月16日：第1高射群と第4高射群が廃止・統合となり、中部高射群に改編[3]。

## 廃止時の部隊編成
特記ないものは入間基地に所在していた。
- 第1高射群本部
- 指揮所運用隊
  - 峯岡山派遣班（峯岡山分屯基地）
- 第1高射隊（習志野分屯基地）
  - 市ヶ谷分遣班（市ヶ谷基地)
- 第2高射隊（武山分屯基地（長井統制地区[1]））
- 第3高射隊（霞ヶ浦分屯基地）
- 第4高射隊
- 整備補給隊

## 歴代の第1高射群司令
| 代 | 氏名                 | 在職期間                                                   | 前職                                                         | 後職                                         |
| -- | -------------------- | ---------------------------------------------------------- | ------------------------------------------------------------ | -------------------------------------------- |
| 01 | 山田隆二             | 1964年04月01日 - 1964年07月15日                            | 第101高射大隊長 （1等陸佐）                                  | 航空幕僚監部防衛部防衛課勤務                 |
| 02 | 諸江義厚 （2等空佐） | 1964年07月16日 - 1966年07月15日                            | 第1高射群副司令                                              | 中部航空方面隊司令部                         |
| 03 | 田中真夫             | 1966年07月16日 - 1969年02月16日                            | 航空自衛隊第3術科学校第2教育部長                             | 防衛施設庁施設部施設企画課 施設連絡官        |
| 04 | 牧範                 | 1969年02月17日 - 1970年06月30日                            | 第3航空団副司令                                              | 第12飛行教育団司令 兼 防府北基地司令         |
| 05 | 坂崎孝幸             | 1970年07月01日 - 1972年02月15日                            | 中部航空方面隊司令部勤務 兼 統合幕僚会議事務局 第2幕僚室勤務 | 航空幕僚監部防衛部副部長                     |
| 06 | 錀山一臣             | 1972年02月16日 - 1973年09月30日                            | 航空自衛隊第3術科学校業務部長                                | 輸送航空団副司令                             |
| 07 | 田中榮一             | 1973年10月01日 - 1975年03月16日                            | 中部航空警戒管制団 中部防空管制群司令                        | 中部航空警戒管制団付 →1975年6月12日 停年退官 |
| 08 | 藤田征郎             | 1975年03月17日 - 1976年08月01日                            | 中部航空方面隊司令部監察官                                   | 航空自衛隊幹部学校勤務                       |
| 09 | 中西孝雄 （空将補）  | 1976年08月02日 - 1977年07月31日                            | 防衛大学校教授                                               | 第2航空団司令 兼 千歳基地司令                |
| 10 | 新野明 （空将補）    | 1977年08月01日 - 1980年06月30日                            | 航空幕僚監部人事教育部人事課長                               | 航空幕僚監部人事教育部長                     |
| 11 | 山田稔 （空将補）    | 1980年07月01日 - 1982年03月15日                            | 航空総隊司令部人事部長                                       | 航空総隊司令部付 →1982年7月1日 退職          |
| 12 | 矢島精三             | 1982年03月16日 - 1984年10月31日 ※1983年01月01日 空将補昇任 | 航空総隊司令部人事部長                                       | 航空幕僚監部付 →1985年1月1日 退職            |
| 13 | 石塚鑛司             | 1984年11月01日 - 1986年12月04日 ※1985年04月01日 空将補昇任 | 防衛研修所所員                                               | 航空自衛隊第4補給処長                        |
| 14 | 横澤彰夫 （空将補）  | 1986年12月05日 - 1988年03月15日                            | 航空幕僚監部監理部会計課長                                   | 中部航空方面隊司令部幕僚長                   |
| 15 | 下村教久             | 1988年03月16日 - 1989年06月29日                            | 防空指揮群司令 兼 府中基地司令                               | 北部航空警戒管制団司令 （空将補昇任）        |
| 16 | 後藤龍一             | 1989年06月30日 - 1991年03月15日                            | 航空幕僚監部人事教育部人事課 企画室長                        | 西部航空方面隊司令部幕僚長 （空将補昇任）    |
| 17 | 多田農               | 1991年03月16日 - 1992年08月01日                            | 第6高射群司令                                                | 退職（空将補昇任）                           |
| 18 | 平井澄勇             | 1992年08月01日 - 1994年11月30日                            | 第5高射群司令                                                | 航空自衛隊幹部学校教育部長                   |
| 19 | 青木初年             | 1994年12月01日 - 1996年07月31日                            | 第6高射群司令                                                | 航空総隊司令部総務部長                       |
| 20 | 津金澤洋實           | 1996年08月01日 - 1997年11月30日                            | 調達実施本部名古屋支部 岐阜調達管理事務所長                  | 航空自衛隊幹部学校研究部長                   |
| 21 | 田中保               | 1997年12月01日 - 2000年03月31日                            | 航空幕僚監部防衛部施設課長                                   | 南西航空警戒管制隊司令                       |
| 22 | 橋爪俊輔             | 2000年04月01日 - 2001年03月26日                            | 第2輸送航空隊司令                                            | 特別航空輸送隊司令                           |
| 23 | 塚田義和             | 2001年03月27日 - 2002年12月01日                            | 航空自衛隊補給本部総務部長                                   | 航空自衛隊幹部候補生学校副校長               |
| 24 | 河村和眞             | 2002年12月02日 - 2003年12月01日                            | 第13飛行教育団司令                                           | 退職（空将補昇任）                           |
| 25 | 詫摩浩士             | 2003年12月01日 - 2005年12月02日                            | 航空幕僚監部人事教育部厚生課長                               | 防空指揮群司令 兼 府中基地司令               |
| 26 | 山内賢二             | 2005年12月03日 - 2007年03月31日                            | 航空自衛隊幹部候補生学校副校長                               | 航空自衛隊幹部学校研究部長                   |
| 27 | 物部明德             | 2007年04月01日 - 2009年04月14日                            | 航空幕僚監部総務部総務課 情報公開・個人情報保護室長          | 航空自衛隊補給本部総務部長                   |
| 28 | 池川昭司             | 2009年04月15日 - 2011年07月31日                            | 中部航空方面隊司令部勤務                                     | 航空支援集団司令部総務部長                   |
| 29 | 桑原中               | 2011年08月01日 - 2013年04月01日                            | 航空自衛隊幹部学校主任教官                                   | 退職（空将補昇任）                           |
| 30 | 田中耕太             | 2013年04月01日 - 2015年03月24日                            | 航空総隊司令部防衛部防衛課長                                 | 航空教育隊司令 兼 防府南基地司令             |
| 31 | 伊藤顕               | 2015年03月25日 - 2017年12月19日                            | 情報本部画像・地理部長                                       | 航空幕僚監部総務部総務課長                   |
| 32 | 河野順一             | 2017年12月20日 - 2021年10月04日                            | 航空幕僚監部総務部総務課 情報公開・個人情報保護室長          | 中部航空方面隊司令部幕僚長                   |
| 末 | 山田敬               | 2021年10月05日 - 2023年03月15日                            | 北部航空施設隊司令                                           | 中部高射群司令                               |